# 미국의 정골 의학
정골 의학(osteopathic medicine)은 과학 기반 의학의 실천을 장려하는 미국 의료계의 한 분야로, 종종 이 맥락에서 동종요법 의학(allopathic medicine)이라고도 하며 초기 형태인 정골요법(osteopathy)에 의해 설정된 일련의 철학과 원칙을 가지고 있다. 정골의학 의사(DO)는 미국 정골의학 대학을 졸업하고 미국 50개 주 전체에서 의학 및 수술의 전 범위를 진료할 수 있는 자격증을 취득했다. 이 분야는 미국 이외의 국가에서 제공되는 정골의학 진료와는 다르다. 여기서 실무자는 일반적으로 핵심 의료진이나 의료 자체의 일부로 간주되지 않는다. 오히려 그들은 대체 의학 실무자로 간주된다. 미국의 또 다른 주요 의학 분야는 정골의학 의사에 의해 동종요법 의학으로 불린다.
20세기 중반에 이르러 이 직업은 주류 의학에 가까워졌다. 미국의 "정골요법사"(osteopath)는 "정골 의학 의사"(osteopathic medical doctor)가 되었고, 궁극적으로 50개 주 모두에서 의사로서의 완전한 진료권을 획득했다.

## 같이 보기
- 정골요법(osteopathy)
- 정골 의무 박사(Doctor of Osteopathic Medicine)
- 미국의 MD와 DO 비교